# Holacanthus bermudensis
Holacanthus bermudensis Goode, 1876 è un pesce d'acqua salata appartenente alla famiglia Pomacanthidae.

## Distribuzione e habitat
Questa specie è diffusa nell'Atlantico occidentale, dalla Florida allo yucatán, nelle acque del Golfo del Messico, dove frequenta le barriere coralline e le coste rocciose. Gli esemplari giovani preferiscono lagune atollifere e acque basse.

## Ecologia ed Etologia
Specie decisamente legata al fondo, popola le zone
coralline e rocciose, ricche di spugne a profondità comprese fra i 2 e 90 m. Al
contrario dei giovani Ciliaris, che preferiscono stazionare lungo la
parete esterna dei reef, i Bermudensis non adulti si possono più
facilmente trovare nelle baie riparate, nei canali fra i coralli e nella parte
interna della barriera. Pesci di taglia notevole, possono raggiungere i 45 cm
di lunghezza, anche se in vasca in genere non superano i 20 cm. Le fasi riproduttive sono simili a quelle delle
altre specie di Holacanthus, ed anche questo pesce svolge, nella sua fase giovanile, la
funzione di “pulitore”, tanto da far ipotizzare che l'appariscente colorazione
bicolore serva proprio a segnalare la sua presenza ai potenziali “clienti”.

## Alimentazione
Si nutre di spugne e tunicati.

## Acquariofilia
Seppur non diffusissimo, è allevato da molti acquariofili esperti, ed ospite di grandi acquari di barriera.